# OGK-3
OGK-3 (significado: La Tercera Compañía de Generación del Mercado Mayorista de Electricidad – WGC-3) es una compañía de generación eléctrica rusa. Sus acciones se comercializan en la bolsa MICEX-RTS.

## Historia
OGK-3 fue formada en 2004 por la fusión de seis compañías de generación de electricidad como parte de la restructuración de RAO UES, una compañía holding de control estatal rusa de energía. En 2007, después de la emisión de sus nuevas acciones, Norilsk Nickel se convirtió en el mayor accionista de la compañía.
En 2008, OGK-3 adquirió el 24,99% en Rusia Petroleum, un operador del campo de gas natural de Kovykta. Sin embargo, en 2010 Rusia Petroleum cayó en la bancarrota.
En diciembre de 2010, se anunció que Inter RAO adquiriría la participación de 
Norilsk Nickel en OGK-3 aumentó su participación en la compañía hasta el 85%.

## Operaciones
OGK-3 posee las siguientes centrales eléctricas:
- Kostroma SDPP – 3.600 MW (Volgoréchensk, óblast de Kostroma)
- Pechora SDPP – 1.060 MW (Pechora, República de Komi)
- Cherepetsk SDPP – 1.425 MW (Suvorov, óblast de Tula)
- Kharanorsk SDPP - 430 MW (Jaranorsk, Krai de Zabaikalie)
- Gusinoozersk SDPP – 1.100 MW (Gusinooziorsk, República de Buriatia)
- Yuznouralsk SDPP - 882 MW (Yuznouralsk, óblast de Cheliábinsk)

La oficina registrada de la compañía se encuentra en Ulan Ude en Buriatia, la sede central se localiza en Moscú.